# نمرود (فيروزكوه)
نمرود (بالإنجليزية: Namrud)‏ هي مستوطنة تقع في Shahrabad Rural District في إيران. يقدر عدد سكانها بـ 28 نسمة.